# توم كليفرلي
توم كليفرلي (بالإنجليزية: Tom Cleverley)‏ (مواليد 12 اغسطس 1989 في بيسنغ ستوك - إنجلترا) لاعب كرة قدم إنجليزي يلعب الآن الدرجة الممتازة في نادي ايفرتون قادما من نادي مانشستر يونايتد في يونيو 2015. انتقل عام2005 إلى مانشستر يونايتد قادما من نادي برادفورد سيتي، اللاعب اثار اعجاب السير إليكس فيرغسون هذا العام وتحديدا بمباراة الدرع الخيرية ضد نادي مانشستر سيتي، ومركزه مع الفريق صانع العاب.

## سيرة اللاعب
مانشستر يونايتد
انضم كليفيرلي إلى مانشستر يونايتد في سن ال 12.
بين عامي 2007 و2009 لعب لفريق احتياطي مانشستر يونايتد، وأحيانا في المباريات الودية للفريق الأول.
وقد اعير إلى فريق ليستر سيتي في بداية عام 2009، وقام بأول ظهور له في دوري كرة القدم، ومساعدة الفريق على تحقيق لقب الدوري الإنجليزي الدرجة الأولى.
قضى موسم 2009-10 على سبيل الإعارة مع واتفورد، حيث سجل 11 هدفا في 33 مباريات في الدوري وكان أفضل لاعب في الموسم.
في 31 آغسطس 2010، انضم إلى ويجان اثليتيك على سبيل الإعارة لمدة موسم، حيث سجل أربعة أهداف في 25 مباراة وساعدهم على تجنب الهبوط في اليوم الاخير من الموسم.
عاد إلى مانشستر يونايتد لبدء موسم 2011-12 وكان أول ظهور له في المنافسة في مباراة الفوز بالدرع الخيرية ضد مانشستر سيتي.
اعتزال بول سكولز قبل موسم 2011-12 ترك فرصة في وسط الملعب للاعبي مانشستر يونايتد.
تم تحديد كليفيرلي من قبل مدير الفريق السير اليكس فيرجسون ليكون بديلا لسكولز. وقد أشيد بكليفيرلي من قبل فيرغسون بعد أن لعب 90 دقيقة كاملة في الفوز على برشلونة 2-1 في مباراة ودية قبل بداية الموسم.
وقال فيرجسون أن كليفيرلي كان «أفضل لاعب» ليونايتد ضد برشلونة وأشار إلى أن هناك احتمال قوي بأن كليفيرلي يمكن أن يكون من بين أحد عشر لاعبا اساسيا في بدء الجولة الافتتاحية من الدوري الممتاز هذا الموسم أمام وست بروميتش البيون.
بعد تألقه في المباراة الافتتاحية، بدأ كليفيرلي المباراة الثانية لمانشستر يونايتد ضد توتنهام هوتسبير في 22 آغسطس.
كما لعب مباراة كاملة ضد ارسنال على 2011، 28 أغسطس والتي فاز مانشستر يونايتد 8-2.
كليفيرلي تعرض لاصابة في اربطة قدمه بعد تعرضه للعرقلة بشكل كبير من قبل كيفن ديفيز في الدقيقة 3 أمام بولتون واندررز. وأكد في وقت لاحق من قبل النادي انه سيغيب لمدة شهر مع الإصابة.
في أكتوبر 2011، وقع عقدا جديدا يبقيه في النادي حتى عام 2015.
المسيرة الدولية
في أغسطس 2011، استدعي إلى تشكيلة منتخب إنجلترا الأول للمباراة الودية من قبل فابيو كابيلو أمام هولندا لكنه لم يلعب حيث تم إلغاء المباراة يوم 8 أغسطس من قبل اتحاد كرة القدم بعد أعمال الشغب في لندن.
حصل على استدعاء آخر لتصفيات يورو 2012 ضد بلغاريا وويلز في وقت لاحق في سبتمبر 2011، جنبا إلى جنب مع زملائه فيل جونز وكريس سمالينج، لكنه لم يلعب.
في 2 يوليو 2012، تم اختيار كليفرلي ضمن 18 لاعبا لمنتخب بريطانيا العظمى من قبل ستيوارت بيرس لأولمبياد لندن 2012.
لعب لأول مرة بعد عام في الفوز 2-1 ضد إيطاليا في 15 آغسطس 2012.
في 7 سبتمبر 2012، لعب 90 دقيقة كاملة في الفوز 5-0 على مضيفه مولدوفا خلال كأس العالم 2014 المؤهلة وتلقى الثناء على أدائه من قبل روي هودجسون.
في 12 نوفمبر 2012، لعب ضد سان مارينو في تصفيات كأس العالم، وقام كليفيرلي ب 165 لمسة للكرة خلال المباراة، وهو رقم قياسي للاعب إنجليزي.

## روابط خارجية
- توم كليفرلي على موقع الاتحاد الأوربي (الإنجليزية)
- توم كليفرلي على موقع قاعدة بيانات كرة القدم.إي يو (الإنجليزية)
- توم كليفرلي على موقع ناشيونال فوتبول تيمز (الإنجليزية)
- توم كليفرلي على موقع Soccerbase.com (لاعب) (الإنجليزية)
- توم كليفرلي على موقع Soccerway.com (الإنجليزية)
- توم كليفرلي على موقع عالم كرة القدم.نت (الإنجليزية)
- توم كليفرلي على موقع أوليمبيديا (الإنجليزية)
- توم كليفرلي على موقع اللجنة الأولمبية البريطانية (الإنجليزية)
- توم كليفرلي على موقع AS.com (الإسبانية)